# Kênh Vĩnh Tế

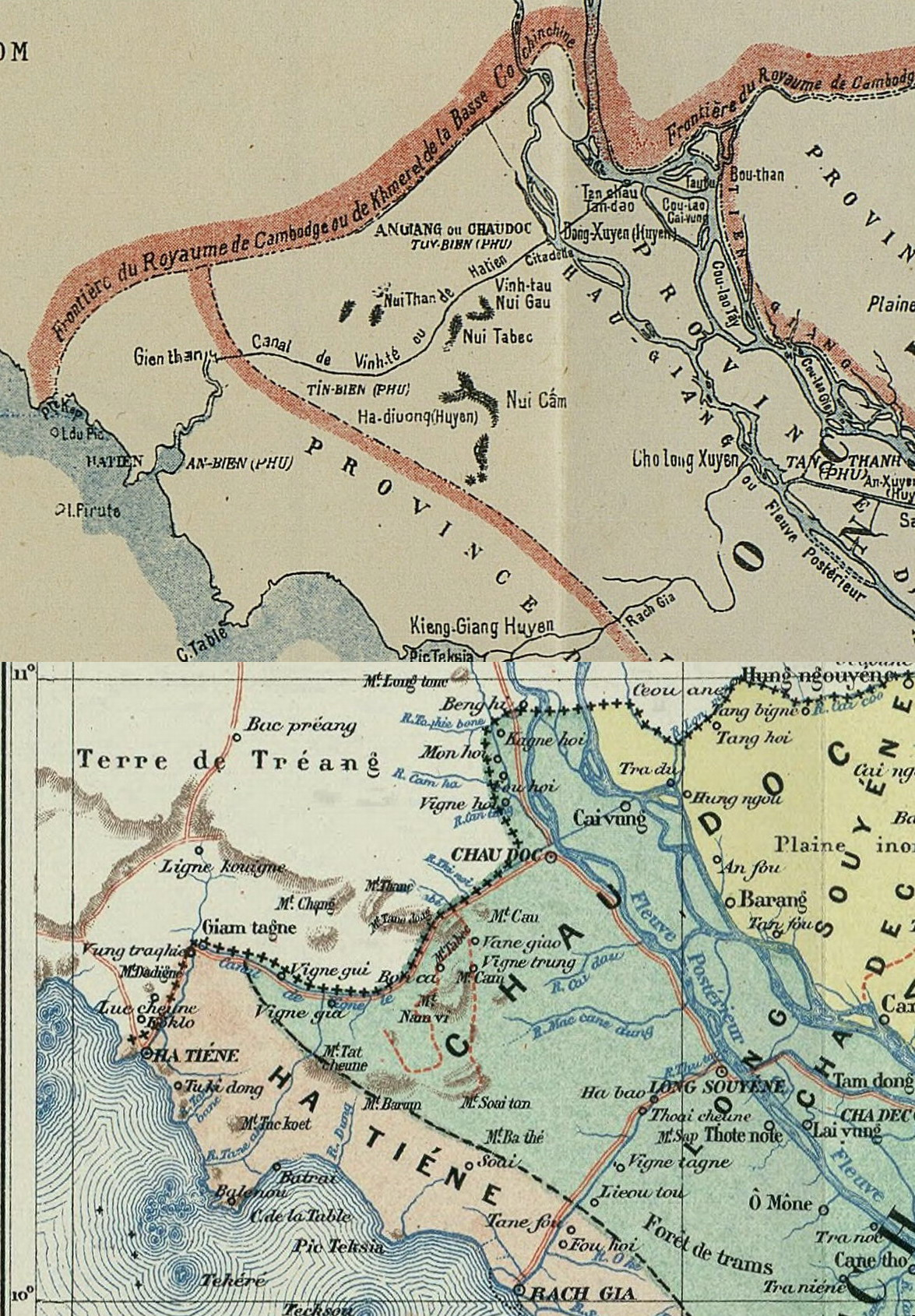
Kinh Vĩnh Tế và vùng biên giới với Cao Miên của 2 tỉnh Hà Tiên, An Giang thời nhà Nguyễn độc lập và thời Pháp xâm lược Nam Kỳ.

Kênh Vĩnh Tế là một con kênh chảy qua địa phận hai tỉnh An Giang và Kiên Giang, thuộc vùng Đồng bằng sông Cửu Long. Kênh Vĩnh Tế cùng với kênh Nhà Lê là những kênh đào lớn nhất trong lịch sử Việt Nam thời quân chủ.

## Nguyên nhân
Kênh Vĩnh Tế đào song song với đường biên giới Việt Nam – Campuchia, bắt đầu từ bờ tây sông Châu Đốc thẳng nối giáp với sông Giang Thành, thuộc thành phố Hà Tiên, tỉnh Kiên Giang ngày nay.
Nguyên nhân là vào năm 1816, khi thành Châu Đốc được đắp xong, Trấn thủ trấn Vĩnh Thanh Lưu Phước Tường tâu lên, vua Gia Long xem địa đồ miền đất này liền truyền: Xứ này nếu mở đường thủy thông với Hà Tiên, thì hai đàng nông thương đều lợi. Trong tương lai, dân đến ở làng đông, đất mở càng rộng, sẽ thành một trấn to vậy. Biết thế, nhưng nhà vua chưa ra lệnh đào ngay vì ngại đây là vùng đất mới mở, nhân dân còn cơ cực, nếu bắt làm xâu thêm khổ sở, lòng dân sẽ không yên.
Song mãi đến tháng 9 (âm lịch) năm Kỷ Mão (1819), vua Gia Long mới cho lịnh đào kinh, và công việc được bắt đầu khởi công vào ngày 15 tháng Chạp năm Kỷ Mão.Sách Quốc triều sử toát yếu, phần Chánh biên, chép:
"Tháng 9, (cho) đào sông Châu Đốc thông với Hà Tiên, gọi là sông Vĩnh Tế vua (Gia Long) nghĩ trấn Vĩnh Thanh, trấn Hà Tiên gần nước Chân Lạp mà không có đàng thủy, qua lại không tiện. Lúc ấy có quan Chiêu chùy Chân Lạp là Đồng Phù sang chầu, Ngài đòi vào hỏi việc đào sông, (viên quan ấy) tâu rằng: 'Nếu đào sông ấy thời ích lợi cho dân Chân Lạp lắm'. Ngài vui lòng. Liền truyền dụ dân Vĩnh Thanh rằng: 'Công trình đào sông ấy rất khó, việc Nhà nước và cách phòng giữ bờ cõi quan hệ rất lớn. Các ngươi tuy khó nhọc một lần, mà ích lợi cho muôn đời ngày sau; dân ngươi phải báo cho nhau biết chớ nên sợ nhọc'".

## Các giai đoạn đào kênh Vĩnh Tế
Công trình đào kinh Vĩnh Tế kéo dài từ thời tướng Nguyễn Văn Nhơn làm Tổng trấn Gia Định Thành (1819-1820) cho đến thời tướng Lê Văn Duyệt làm Tổng trấn Gia Định Thành (1820-1832) mới xong. Có thể xem hai ông như là "Tổng chỉ huy" của công trình. Ngoài ra, lần lượt còn có sự góp sức của hai Phó tổng trấn là Trương Tấn Bửu và Trần Văn Năng..
- Giai đoạn 1: Khởi công vào ngày 15 tháng 12 (âm lịch) năm Kỷ Mão (tức ngày 30-01-1820 dương lịch) đến tháng 3 (âm lịch) năm 1820 thì tạm dừng.

- Chỉ huy trực tiếp là các quan: Nguyễn Văn Thoại, Nguyễn Văn Tuyên và Nguyễn Văn Tồn.
- Số lượng quân và dân phu: Dân phu: 5.000, binh đồn Uy Viễn (Trà Ôn): 500, dân Chân Lạp: 5.000. Tổng công: 10.500 người .

- Tháng 3 (âm lịch) năm 1820, triều đình ra lệnh tạm dừng. Có thể vì vua Minh Mạng mới lên ngôi đang lo ổn định triều chính, vì loạn Sải Kế, và còn vì dịch bệnh (dịch tả) lúc bấy giờ đang hoành hành dữ dội...[10].
- Giai đoạn 2: Từ tháng 2 (âm lịch) năm 1823 đến tháng 4 (âm lịch) năm 1823.

- Chỉ huy trực tiếp là các quan: Nguyễn Văn Thoại, Nguyễn Văn Tuyên và Trần Công Lại.
- Số lượng quân và dân phu: lấy ở các đồn Uy Viễn, Vĩnh Thanh và Định Tường hơn 39.000 dân và quân Việt. Quân và dân Chân Lạp hơn 16.000 người. Tổng cộng hơn 55.000 người, chia làm 3 phiên hoạt động 

- Đến tháng 4 (âm lịch) năm 1823, vua Minh Mạng lại cho thôi đào kinh Vĩnh Tế, vì "nhơn đến mùa hạ, mà việc đào sông chỉ còn hơn 1.700 trượng"[12].
- Giai đoạn 3 (tức giai đoạn cuối): Từ tháng 2 (âm lịch) năm 1824 đến tháng 5 (âm lịch) năm 1824. Sách Quốc triều sử toát yếu, phần Chánh biên, chép: "Tháng 2, lại đào sông Vĩnh Tế. Năm ngoái còn 1.700 trượng, nay lại đào, đến tháng 5 mới xong, (cho) dựng bia làm ghi" [13]

-Chỉ huy trực tiếp: Nguyễn Văn Thoại và Trần Công Lại.
-Số lượng quân và dân phu của cả hai nước "lên tới 25.000 người" 

## Một vài con số, được vinh danh

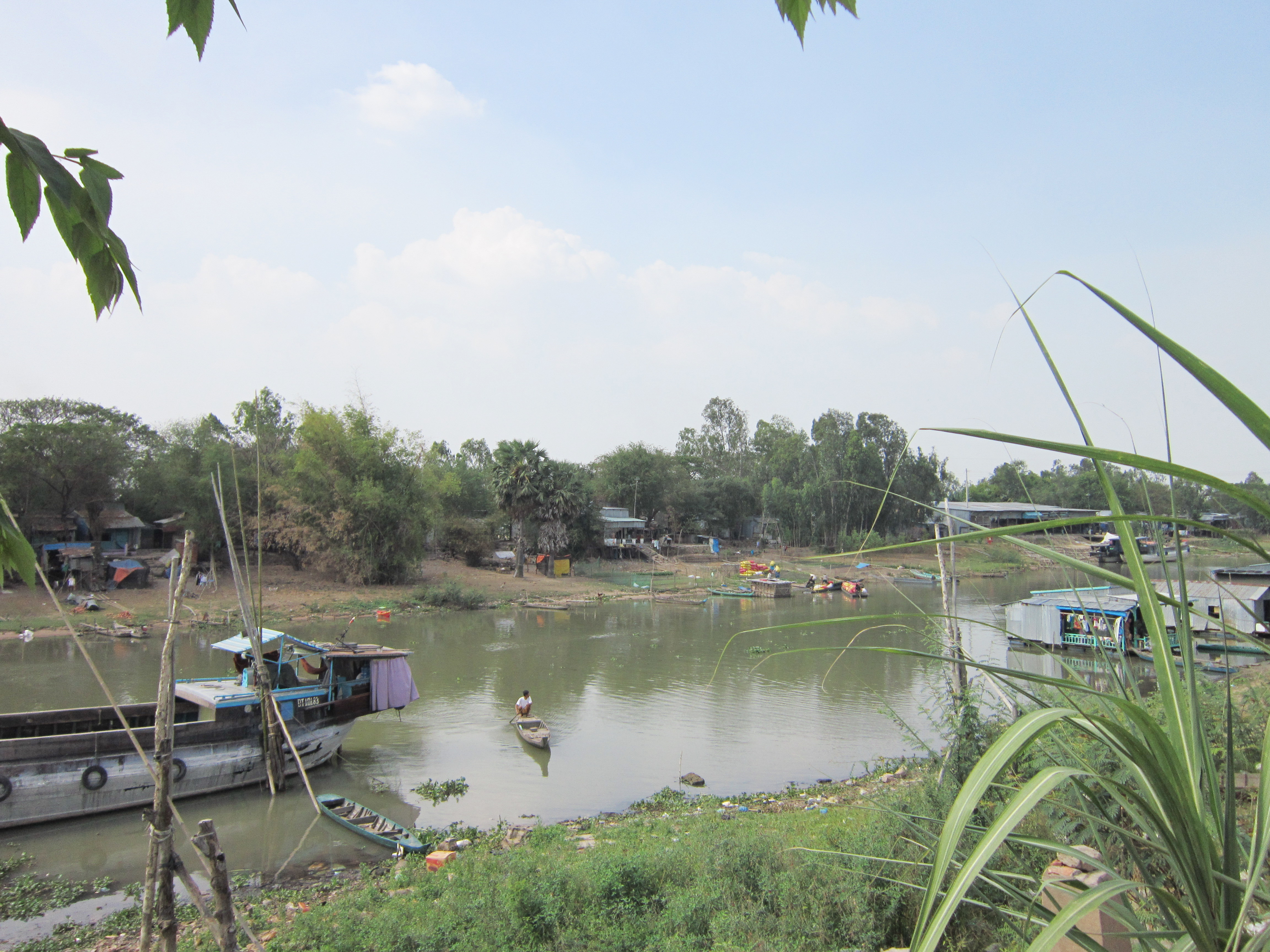
Kênh Vĩnh Tế, đoạn ở phía trước chợ Tịnh Biên

Sách Gia Định thành thông chí của Trịnh Hoài Đức chép về kinh Vĩnh Tế như sau:
"Vĩnh Tế Hà: Ở về phía tây đồn Châu Đốc. Năm Kỷ Mão (1819) niên hiệu Gia Long thứ 18, đo thẳng từ hào sau phía phải đồn Châu Đốc lên phía tây, qua láng (bưng) bùn Ca Âm đến Kỳ Thọ (tục gọi là Cây Kè) dài 44.412 tầm thành ra 205 dặm rưỡi (mỗi dặm bằng 1.700 thước nam), đặt tên là sông Vĩnh Tế...Ngày 15 tháng 12 khởi công. Trừ đoạn láng bùn 4.075 tầm không đào đến, còn thật sự đào là 26.279 tầm, cân nhắc chỗ đào khó dễ, nhân lực nặng nhẹ, bắt đầu từ miệng hào đến láng bùn đất khô cứng có 7.575 tầm là phần việc của người Việt, còn đất bùn nhão có 18.704 tầm là phần việc của dân Cao Miên (tức Chân Lạp). Đào bề ngang 15 tầm, sâu 6 thước ta, quan cấp mỗi tháng cho mỗi người là 6 quan tiền và 1 phương gạo. Đến ngày 15 tháng 3 năm đầu thời Minh Mạng (1820) thì xong việc, cộng thành sông mới, bề dài 140 dặm, nối tiếp sông cũ đến cửa biển Hà Tiên, tổng cộng dài 205 dặm rưỡi mà đường sông đi lại rất thông. Từ đó kế hoạch quốc gia về biên giới cũng như sự buôn bán của nhân dân cùng hưởng sự tiện lợi vô cùng".
Chuyển đổi theo hệ đo lường ngày nay, thì kinh Vĩnh Tế có chiều dài là 87km, 340, rộng 30 m, độ sâu trung bình khoảng 2,55m. Tuy nhiên, trừ đoạn láng Náo Khẩu Ca Âm (7.650m) và chiều dài sông Giang Thành (42.500m) có sẵn, thì phần phải đào mới chỉ là 37km, 190m .
Ước tính trong 5 năm, các quan phụ trách đã phải huy động đến hơn 90.000 dân binh . Tổng số ngày công là 3.463.500, và khối lượng đất đào là: 2. 8 45.035 m³ .
Bởi công việc ở chốn "đồng không mông quạnh", nhiều "sơn lam chướng khí"; việc ăn uống, thuốc men thảy đều thiếu thốn, khiến số người chết vì bệnh tật, kiệt sức, vì thú dữ như sấu, rắn rít... quá cao . Và số người bỏ trốn rồi bỏ mạng cũng lắm, mặc dù luật lệ ràng buộc, nhiều tai ương, nhất là khi phải vượt qua sông Vàm Nao. Cho nên khi tin vui về đến Huế, vua Minh Mạng rất đỗi mãn nguyện vì nối được chí cha, liền sắc khen thưởng, dựng bia ở núi Sam và ở bờ kênh mới đào để ghi nhớ thành quả to lớn này .
Năm Minh Mạng thứ 16 (1835), nhà vua cho đúc Cửu đỉnh để làm quốc bảo và tượng trưng cho sự miên viễn của hoàng gia, hình kênh Vĩnh Tế được chạm khắc trên Cao đỉnh.
Năm Thiệu Trị năm thứ 2 [1842], đưa tin từ quân thứ Vĩnh Tế đến Kinh đô Huế, lại chuyển đến Hà Nội 108 trạm, cộng 3.326 lý, ngựa chạy đưa đi chỉ hết 11 ngày.

## Lợi ích

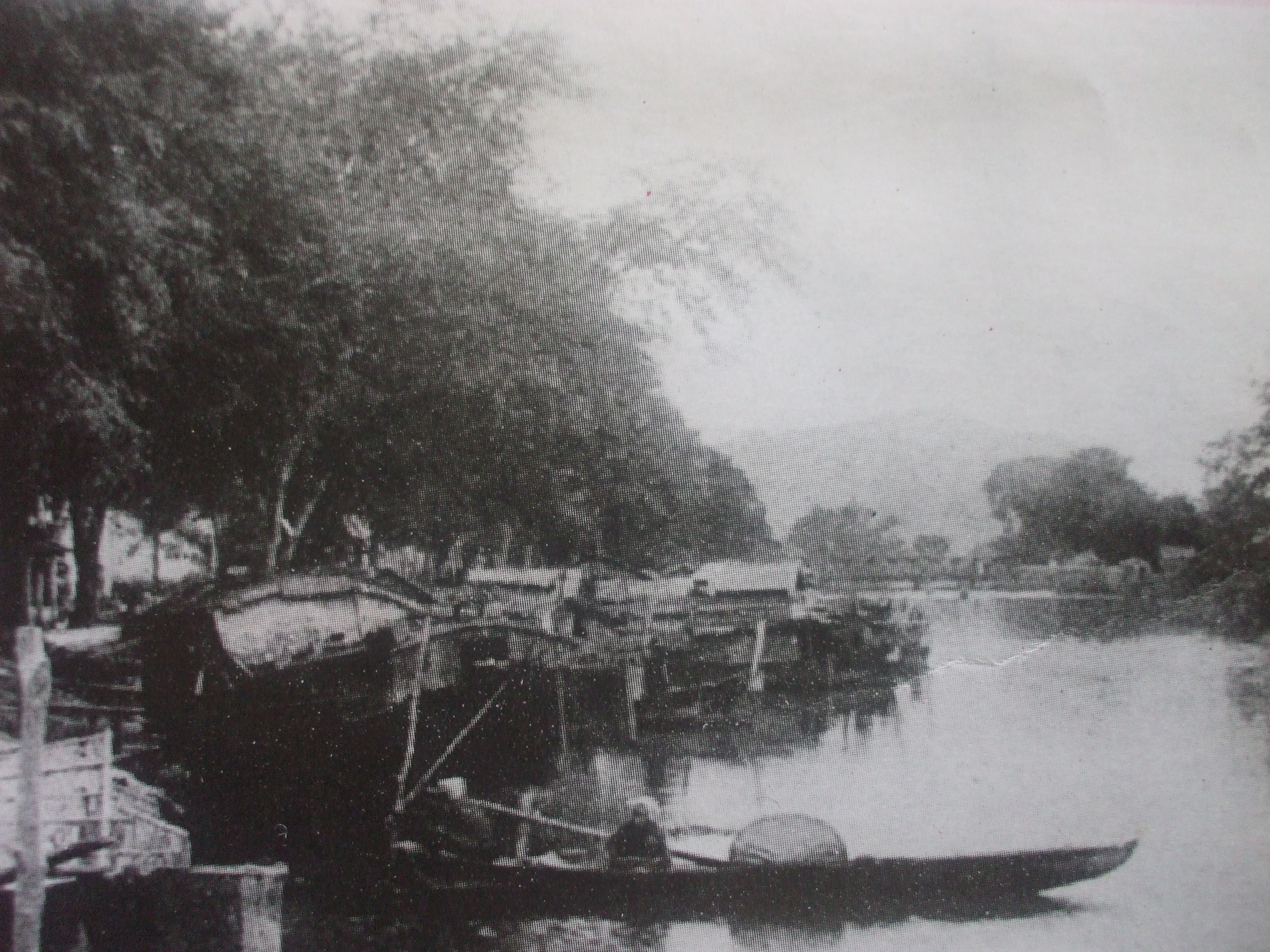
Kênh Vĩnh Tế năm 1929

Như đã nói ở phần trên, trước khi khởi đào, vua Gia Long đã có lời dụ cho dân chúng, vừa động viên vừa chỉ rõ sự lợi ích của việc đào kinh.
Năm 1822, vua Minh Mạng lại có chỉ dụ tương tự:
Đường sông Vĩnh Tế liền với Tân Cương, xe thuyền qua lại tiện lợi lắm. Đức Hoàng Khảo Thế Tổ Cao Hoàng Đế ta (ý nói vua Gia Long) mưu sâu nghĩ xa, chú ý việc ngoài biên. Vừa mới mở đào, công việc chưa xong. Nay ta theo chí Tiên hoàng, chỉ nghĩ cách khó nhọc một lần mà được thong thả lâu dài. Các ngươi phải trù nghĩ thế nào cho mau xong, để xứng đáng ý ta.
Đào xong, Đại Nam nhất thống chí, phần An Giang tỉnh, một lần nữa ghi nhận là Từ ấy đường sông lưu thông, từ kế hoạch trong nước, phòng giữ ngoài biên cho tới nhân dân mua bán đều được tiện lợi vô cùng.
Đến bây giờ, kinh vẫn còn giá trị lớn về các mặt trị thủy, giao thông, thương mại, biên phòng, thể hiện sức lao động sáng tạo xây dựng đất nước của nhân dân Việt và chính sách coi trọng thủy lợi để phát triển nông nghiệp của triều Nguyễn.
Nên ca dao có câu:
Kinh Vĩnh Tế, biển Hà Tiên,
Ghe thuyền xuôi ngược bán buôn dập dìu.

## Tế nghĩa trủng văn

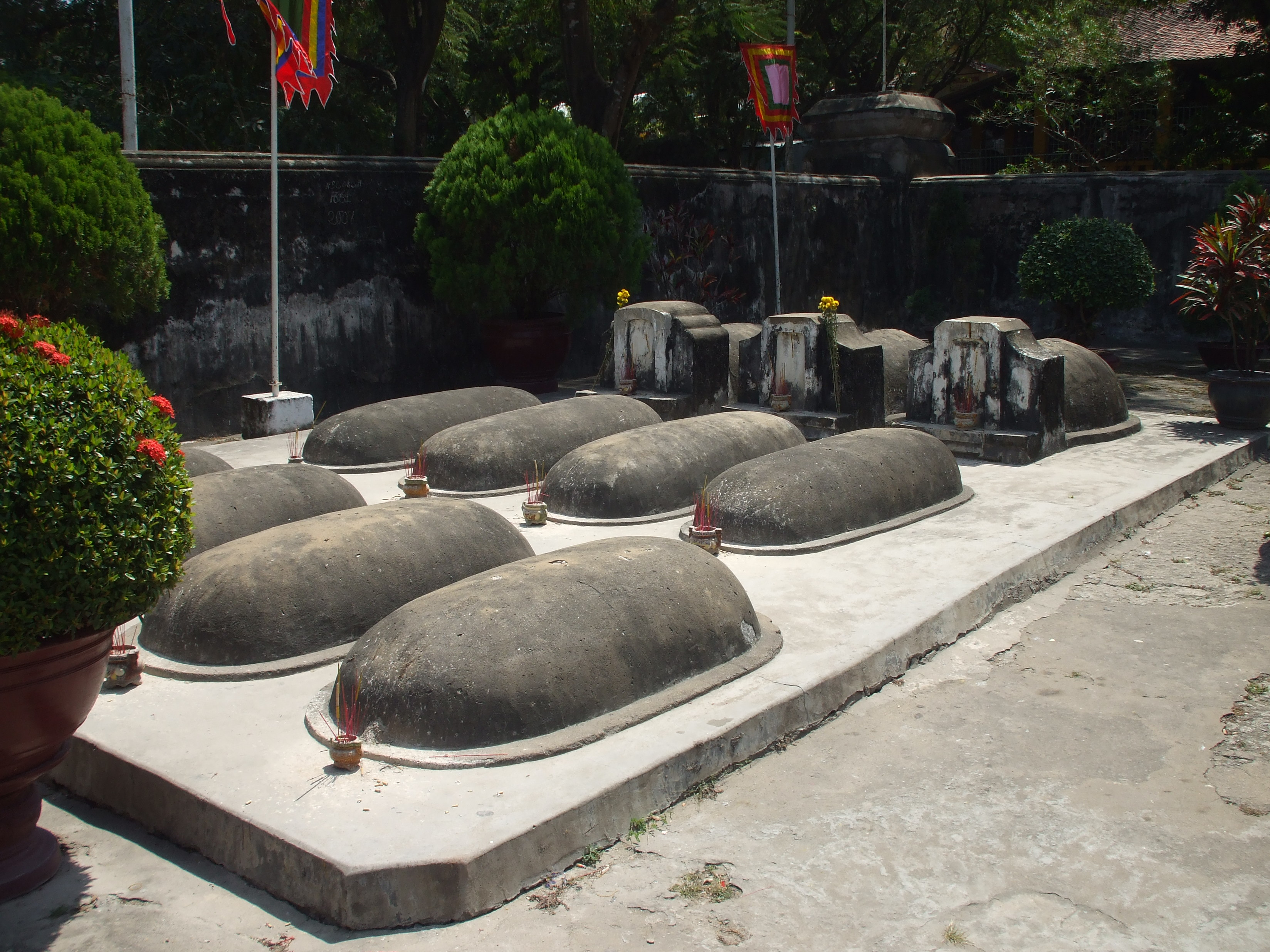
Nghĩa trủng, nơi cải táng hài cốt của những người đã chết trong lúc đào kênh Vĩnh Tế.

Tế nghĩa trủng văn còn được gọi là Thừa đế lịnh, tế cô hồn kinh Vĩnh Tế tân kinh, do Thoại Ngọc Hầu cho soạn theo lịnh vua, để ông đọc trong buổi lễ tế các chiến sĩ, các sưu dân đã bỏ mình trong công tác đào kênh Vĩnh Tế.
Trích bản dịch:
...Đào kinh trước, mấy kỳ khó nhớ
Khoác nhung y chống đỡ biên cương.
Xông pha máu nhuộm chiến trường
Bọc thây da ngựa, gửi xương xứ này
Quê cách trở, lấy ai hộ tống,
Sống làm binh, thác chống quỷ ma.
Than ôi, ai cũng người ta,
Mà sao người lại thân ra thế này?...
...Giờ ta vâng lệnh bệ rồng,
Dời ngươi an táng nằm chung chốn nầy.
Chọn đất tốt thi hài an ổn,
Cảnh trời thanh vui nhộn cùng nhau.
Hằng năm cúng tế dồi dào,
Tràn trề lễ trọng dám nào để vơi...

## Với người Khmer

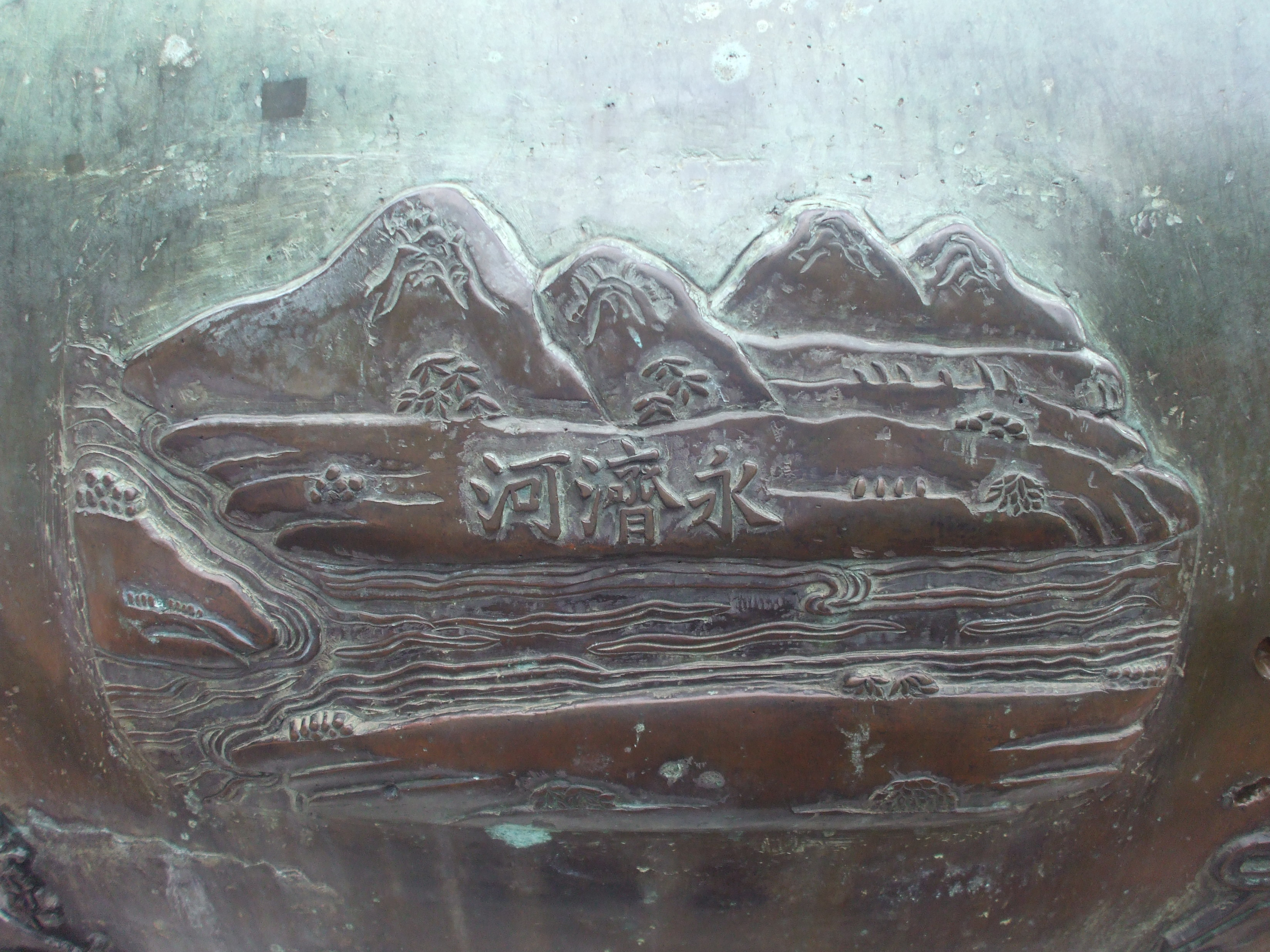
Kênh Vĩnh Tế được chạm khắc trên Cao đỉnh

Quá trình xây dựng kinh Vĩnh Tế đã để lại trong cộng đồng người Khmer những câu chuyện về cách đối xử hà khắc của người Việt đối với người Khmer. Sau này Khmer Đỏ đã sử dụng những câu chuyện này trong các chiến dịch tuyên truyền khơi dậy lòng hận thù của người Campuchia đối với người Việt. Song theo một số nhà nghiên cứu, thì đây chỉ là một sự bịa đặt để gây căng thẳng mối quan hệ giữ hai nước, vì lúc ấy quân dân Chân Lạp tham gia đào kinh được đặt dưới quyền của các đầu mục của nước ấy như Đồng Phù, Nhâm Lịch Đột,... được nhà Nguyễn cấp tiền và gạo, và được giao cho phần đất dễ đào như sách Gia Định thành thông chí đã ghi: "bùn đất khô cứng là phần việc của người Việt, còn đất bùn nhão là phần việc của dân Cao Miên".

## Các ghi chép khác
Năm 1823, sứ giả Gibson của vương quốc Ava đã đến Sài Gòn và có ghi chép về việc đào kênh Athien (Hà Tiên, Kang Kao, tức kênh Vĩnh Tế).
CANAL OF HATIAN (KÊNH HÀ TIÊN)
Năm 1820, một con kênh được đào từ Que-douc (Châu Đốc), bên bờ tây sông lớn (Cửu Long), tới Athien (Hà Tiên), bên bờ vịnh Xiêm. 20.000 người Cochin China và 10.000 người Kamboja được thuê làm việc: kênh này sâu độ 3 sải. Công nhân được trả 6 quan tiền một tháng, và triều đình nhà Nguyễn tốn 400.000 quan cho tiền lương. Thế nhưng không có sự cung cấp nước uống cho công nhân nên 10.000 người đã chết vì đói khát, lao lực và bệnh dịch. Mục tiêu của việc đào con kênh này là tạo sự gia thông dễ dàng từ xứ Kamboja (tức Ya-din-tain) tới Xiêm, thuyền chiến có thể chở lính đi thẳng thay vì phải đi vòng qua Cape of Kamboja (Mũi Cà Mau).
...
Ngày 10 tháng 8 (năm 1823), sứ đoàn (Ava) thấy rằng cứ mỗi tuần lại có 3 hoặc 4 phạm nhân bị hành quyết. Quan Tổng trấn (Lê Văn Duyệt) rất nghiêm khắc trong việc thực thi công lý, không cho phép ai thoát tội. Ngài cho rằng những kẻ tội nhân đó không có ích gì cho xã hội mà chỉ là gánh nặng. Vị quan đưa sứ đoàn từ Cần Giờ lên Sài Gòn, vừa bị kết tội nhận hối lộ và tham nhũng. Ông ta bị tịch thu tài sản và hai vợ chồng bị đóng gông cổ. Ông quan này ăn chặn tiền lương của công nhân đào kênh Hà Tiên, và tống tiền nông dân làng bên cạnh. Tổng số tiền đó chưa tới 1.000 quan tiền. Khi đi qua chợ vào buổi chiều để xem voi biểu diễn, sứ đoàn thấy chỗ hành hình 3 phạm nhân hồi sáng, vẫn còn mấy cái gông nằm đó.

... (Về Trần Nhật Vĩnh): Ngày 23 tháng 11 năm 1823, ... xảy ra vụ bắt giữ Ong-Quan-Tabaonhy và vợ, đó là kết quả từ âm mưu của Ong-Tan-Hiep, viên Thư ký yêu thích của quan Tổng trấn... Nguyên nhân thù ghét giữ Ong-tan-Hiep và Ong-Quan-Tabaonhy là do: Ban đầu, Ong-Quan-Tabaonhy bỏ ra một số tiền lớn để có thể cưới một bà góa phụ xinh đẹp, khi ông ta cạn tiền và sắp thành công thì ông Thư ký nhảy vào. Ông Thư ký trẻ hơn, đẹp trai hơn Ong-Quan-Tabaonhy, lại được quan Tổng trấn yêu thích nên bà góa phụ đổi ý và không chịu lấy Ong-Quan-Tabaonhy nữa. Hai ông quan từ đó không bao giờ là bạn nữa và tìm cách hại nhau khi có thể. Ông Thư ký sau đó phát hiện ra Ong-Quan-Tabaonhy ăn chặn tiền lương của công nhân đào kênh Hà Tiên. (Kết quả là vợ chồng ông này bị bắt.) Một ngày nọ, người vợ lẽ của Ong-Quan-Tabaonhy tên Che-day gặp và nói chuyện với ông Thư ký ngoài đường lộ. Bà này xin được đến nhà ông Thư ký bàn chuyện và ông này đồng ý. Một buổi tối lúc 8 giờ, bà này đến nhà ông Thư ký và xin nói chuyện riêng hai người trong phòng để bà này cầu xin chuyện thả chồng bà ta ra. Một lúc sau, cả nhà nghe tiếng "hiếp dâm" và "giết người". Khi mọi người đến nơi, bà này cáo buộc bị ông Thư ký cưỡng hiếp khi đang cố xin thả chồng ra. Sau đó bà ấy chạy ra ngoài đường và la hét tiếp, bà ấy cũng cho mọi người thấy lọn tóc mình cắt được từ ông Thư ký. Buổi sáng hôm sau, bà này đến chỗ quan Tổng trấn kêu oan và trưng lọn tóc ra làm chứng. Biết rằng tội gian dâm sẽ bị xử chết, quan Tổng trấn xem xét và thấy rằng vụ việc này là là âm mưu của bà vợ lẽ và chồng nhằm mưu hại ông Thư ký nên hạ lệnh phạt bà ấy 100 roi. Bà vợ lẽ này chắc chưa tới 20 tuổi.

## Sách tham khảo chính
- Quốc sử quán triều Nguyễn, Quốc triều sử toát yếu, phần Chánh biên (bản dịch. Trong bài viết tắt là Toát yếu). Nhà xuất bản Văn học, 2002.
- Nguyễn Văn Hầu, Thoại Ngọc Hầu và những cuộc khai phá miền Hậu Giang. Nhà xuất bản Hương Sen, Sài Gòn, không ghi năm xuất bản.
- Nhiều người soạn, Địa chí An Giang (Tập 2), UBND tỉnh An Giang ấn hành, 2007.
- Nhiều tác giả, Kỷ yếu Hội thảo khoa học danh nhân Thoại Ngọc Hầu do *Hội khoa học Lịch sử Việt Nam, UBND tỉnh An Giang và UBND thành phố Đà Nẵng phối hợp tổ chức và ấn hành năm 2009. Trong bài viết tắt là "Kỷ yếu".

- Crawfurd, John, 1783-1868, Journal of an embassy from the Governor-General of India to the courts of Siam and Cochin China. Exhibiting a view of the actual state of those kingdoms (Vol 1). London: H. Colburn and R. Bentley 1830.
- Crawfurd, John, 1783-1868, Journal of an embassy from the Governor-General of India to the courts of Siam and Cochin China. Exhibiting a view of the actual state of those kingdoms (Vol 2). London: H. Colburn and R. Bentley 1830.
- Crawfurd, John. Journal of an embassy from the Governor-General of India to the courts of Siam and Cochin China. Exhibiting a view of the actual state of those kingdoms (PDF). London: 1828.
- Quốc sử quán triều Nguyễn, Đại Nam thực lục (toàn tập). Bản dịch của Trung tâm khoa học xã hội và nhân văn quốc gia, Viện sử học Quốc sử quán triều Nguyễn, Tổ Phiên dịch Viện Sử học phiên dịch. Nhà xuất bản Giáo dục xuất bản năm 2007.
- Quốc sử quán triều Nguyễn, Đại Nam liệt truyện (toàn tập). Nhà Xuất Bản Thuận Hóa.